# Glen Ellyn
Glen Ellyn ist eine Stadt bei Chicago im US-Bundesstaat Illinois der Vereinigten Staaten von Amerika mit rund 27.000 Einwohnern (2000).

## Geographie
Die Stadt Glen Ellyn im DuPage County gehört zur Metropolregion Chicago und liegt etwa 50 Kilometer westlich von Chicago. Die Stadt hat eine Fläche von 17,2 Quadratkilometern mit einer Bevölkerungsdichte von 1575 Einwohnern je Quadratkilometer.

## Geschichte
Moses Stacy, ein ehemaliger Soldat des Britisch-Amerikanischen Krieges (1812–1815), zog 1835 an den Ort, der später Glen Ellyn genannt wurde. Sein 1846 erbautes Gasthaus "Stacy's Tavern" war Pferdewechselstation für Postkutschen. Lange Zeit wurde die Stadt 'Stacy's Corners' genannt.
1889 stauten Thomas E. Hill und Philo Stacy einen Fluss nahe der Stadt. Das neu entstandene Gewässer erhielt den Namen Glen Ellyn, nach seinem Ursprung, einem engen Tal (englisch "glen"), und der walisischen Form des Namens von Hills Ehefrau, Ellen.
1891 wurde mit dem See als Naherholungsgebiet im nahen Chicago geworben. Dadurch wurde der Name des Stausees auch zum Namen der Stadt.
Frühere Namen der Stadt Glen Ellyn waren Babcock's Grove, DuPage Center, Stacy's Corners, Newton's Station, Danby und Prospect Park.

## Einwohner
Von den etwa 27.000 Einwohnern sind 89,5 % Weiße, 4,7 % Asiaten, 2,1 % Afro-Amerikaner, 0,1 % Indianer und 3,6 % Angehörige anderer Rassen. Frauen sind mit 51,7 % leicht in der Mehrheit.
28,4 % der Einwohner sind unter 18 und 11,4 % über 65 Jahre alt. Durchschnittsalter: 37 Jahre.
Das durchschnittliche Jahreseinkommen je Haushalt liegt bei 74.846 $, das mittlere Familieneinkommen bei 95.332 $. Das Pro-Kopf-Einkommen beträgt 39.783 $ (Männer 68.630, Frauen 36.287 $ pro Jahr).
2,8 % der Bevölkerung und 1,3 % der Familien liegen unter der Armutsgrenze.

## Persönlichkeiten

### Söhne und Töchter der Stadt
- Bill Ayers (* 1944), Pädagoge und Professor für Pädagogik; früheres Mitglied der militanten Untergrundorganisation Weathermen
- Laurie Anderson (* 1947), Performance-Künstlerin und Musikerin
- Jeffery Deaver (* 1950), Thriller-Autor
- Nancy Reno (* 1965), Beachvolleyballspielerin
- Amy Carlson (* 1968), Schauspielerin
- Tom Pukstys (* 1968), Speerwerfer
- Jennifer Koh (* 1976), Violinistin
- Carolena Carstens (* 1996), panamaische Taekwondoin
- Ethan Cepuran (* 2000), Eisschnellläufer
- Alec Pierce (* 2000), American-Football-Spieler